# Ponera oreas
Ponera oreas är en myrart som först beskrevs av Wheeler 1933.  Ponera oreas ingår i släktet Ponera och familjen myror. Inga underarter finns listade i Catalogue of Life.